# Prouzel
Prouzel é uma comuna francesa na região administrativa de Altos da França, no departamento de Somme. Estende-se por uma área de 5.19 km². Em 2010 a comuna tinha 561 habitantes (densidade: 108,1 hab./km²).